# Tumulus du Moulin de la Motte
Le tumulus du Moulin de la Motte est un ensemble mégalithique situé à proximité immédiate du tumulus des Mousseaux, à l'ouest de Pornic, sur la colline qui domine la Noëveillard, en Loire-Atlantique.
Le tumulus est situé dans une propriété privée, inaccessible au public.

## Le Tumulus
Le tumulus du Moulin de la Motte n'est qu'une partie du plus vaste ensemble mégalithique qui incluait probablement le Tumulus des Mousseaux. Avant les fouilles, le tumulus faisait 126 mètres de circonférence.
L'ensemble n'a jamais été fouillé globalement mais a fait l'objet de deux fouilles séparées et partielles qui ont contribué à scinder et à dénommer séparément les constructions mégalithiques qui le composent. Le tumulus fut fouillé une première fois par de Wismes en 1873, puis par Pitre de Lisle du Dreneuc en 1882. C'est à ce dernier que l'on doit les descriptions les plus précises des différents édifices auxquels de Wismes avaient donné les noms de Dolmen de la Croix ou Caveau de la Croix, Dolmen des Trois Squelettes ou Tumulus des Trois Squelettes, et Dolmen Devant le Moulin, Caveau Près le chêne, Caveau Près le puits, Caveau non fouillé. Un septième édifice était mentionné par de Wismes sous le vocable de « Restes de Monuments ».

### Dolmen de la Croix
C'est une tombe transeptée dont il ne demeure que l'allée centrale et deux chambres latérales, la chambre terminale ayant été détruite au XIXe siècle. Il ne reste plus qu'une seule table de couverture effondrée en travers de la chambre.

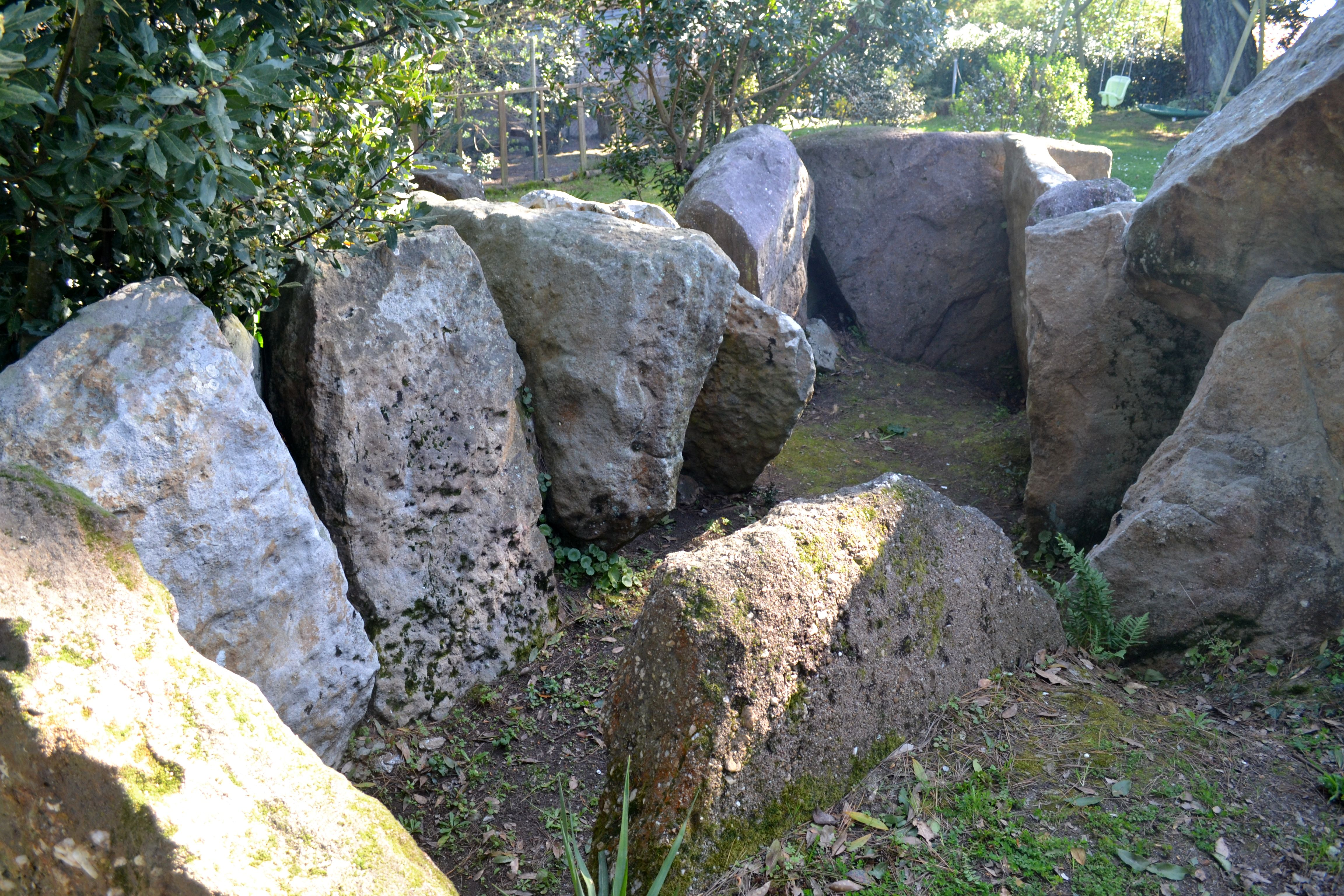
Dolmen de la Croix.

Le monument a été baptisé ainsi par de Wismes en raison de la disposition de son plan. Le couloir d'entrée orienté à l'ouest mesure 4,30 mètres de long sur 1,10 mètre de large et il est constitué de 3 paires de dalles disposées face à face en alternance selon leur nature rocheuse : « les 2 premières qui forment l'ouverture, sont en quartz blanc; les deux autres se faisant face, en grès ferrugineux ; enfin, les 2 dernières en grès de couleur grisâtre. [...] Après cette galerie, le monument s'élargit soudain, ouvrant à droite et à gauche sur deux caveaux rectangulaires.».
Un pilier de la chambre latérale gauche comporte plusieurs gravures dans sa partie gauche : en haut, un double chevron et un signe indéterminé, en bas une petite hache, une croix et deux haches ou crosses opposées. Ce sont les seules gravures connues dans une tombe transeptée.
Les comptes-rendus de de Wismes sont peu détaillés à propos du matériel archéologique recueilli, mais les méthodes de fouille de l'époque étaient assez expéditives. Tout juste mentionne-il y avoir trouvé « un magnifique couteau complet en silex noir [...] deux couteaux fort réguliers en silex blond [...] nombre de grattoirs ou outils analogues en toutes espèces de silex, une belle plaque de forme ovoïdale, en grès ferrugineux, fin, avec un trou percé de main d'homme pour le suspendre [...] de nombreux débris de poteries ». Jean L'Helgouach signale avoir retrouvé trois des objets cités dans l'inventaire du musée Dobrée de Nantes (numéros d'inventaire 876.3.16, 876.3.26 et 876.3.22).

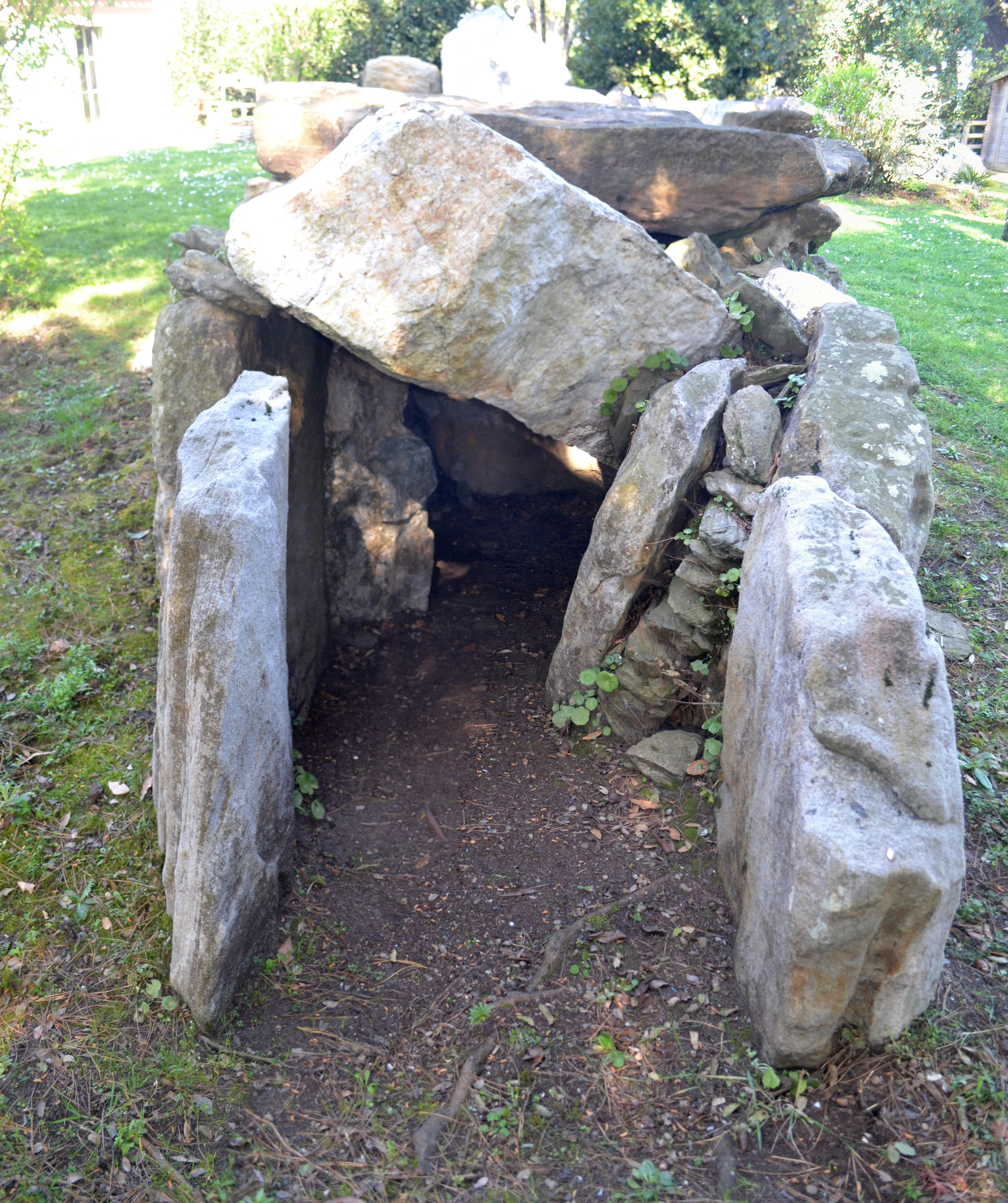
Dolmen des Trois Squelettes.

### Dolmen des Trois Squelettes
P. de Lisle le décrit en comparant la forme du caveau à celle d'une bouteille. Le monument s'étire sur environ 4 m de long. L'entrée, ouverte au sud-sud-est, est délimitée par deux blocs de quartz surmonté d'un troisième en linteau. Quatre dalles délimitent un couloir d'accès (1,15 m de large pour 2,20 m de long) qui débouche sur la chambre sépulcrale, légèrement rectangulaire.
De Wismes le baptisa ainsi car il y découvrit « trois sujets : 1° homme fort, 2° homme faible ou femme, 3° enfant de quatre à six ans. Les trois squelettes étaient disposés côte à côte, au fond de la chambre, perpendiculairement à son axe central, d'abord l'enfant, puis les deux adultes tête-bêche. À chaque fois, un vase était disposé près du crâne, collé à la paroi latérale de la chambre ».

### Dolmen Devant le Moulin
De Wismes signale juste « sa presque similitude avec le caveau des Squelettes » et P. de Lisle étoffe cette description très sommaire en précisant que l'orientation, la disposition et même la longueur sont semblables. La table de couverture repose sur de gros moellons. La hauteur intérieure de la chambre est de 1,30 m.
De Wismes y découvrit un grand vase dentelé orné d'une double rangée de petits trous de forme ovale mais l'objet se brisa une fois extrait de sa gangue de terre.

### Caveau Près le Chêne
De Wismes ne nous a pas décrit le monument tel qu'il l'a trouvé, tout au plus sait-on que « le peu d'élévation de ce monument en rendit la fouille très pénible » et qu'il y a retrouvé des poteries ovoïdes, une petite tasse, une hache en diorite verdâtre, et un fragment d'un couteau en silex blond. De nouveau, P. de Lisle supplée à ce laconisme et précise que cet édifice se distingue par son orientation au nord-nord-est, un couloir d'entrée très court (1,10 de longueur), une chambre « de forme ovoïde jalonnée de piliers étroits ».